# Фрейзер (тауншип, Миннесота)
Фрейзер (англ. Fraser) — тауншип в округе Мартин, Миннесота, США. На 2000 год его население составило 316 человек.

## География
По данным Бюро переписи населения США площадь тауншипа составляет 95,2 км², из которых 94,6 км² занимает суша, а 0,6 км² — вода (0,68 %).

## Демография
По данным переписи населения 2000 года здесь находились 316 человек, 118 домохозяйств и 92 семьи.  Плотность населения —  3,3 чел./км².  На территории тауншипа расположена 121 постройка со средней плотностью 1,3 построек на один квадратный километр. Расовый состав населения: 99,05 % белых, 0,32 % коренных американцев, 0,32 % азиатов и 0,32 % приходится на две или более других рас.
Из 118 домохозяйств в 37,3 % воспитывались дети до 18 лет, в 68,6 % проживали супружеские пары, в 1,7 % проживали незамужние женщины и в 22,0 % домохозяйств проживали несемейные люди. 19,5 % домохозяйств состояли из одного человека, при том 8,5 % из — одиноких пожилых людей старше 65 лет. Средний размер домохозяйства — 2,68, а семьи — 3,00 человека.
28,5 % населения — младше 18 лет, 7,6 % — в возрасте от 18 до 24 лет, 30,1 % — от 25 до 44, 20,3 % — от 45 до 64, и 13,6 % — старше 65 лет. Средний возраст — 38 лет. На каждые 100 женщин приходилось 112,1 мужчин.  На каждые 100 женщин старше 18 приходилось 121,6 мужчин.
Средний годовой доход домохозяйства составлял 44 219 долларов, а средний годовой доход семьи —  45 278 долларов. Средний доход мужчин —  29 375  долларов, в то время как у женщин — 21 429. Доход на душу населения составил 19 421 доллар. За чертой бедности находились 2,1 % семей и 6,5 % всего населения тауншипа, из которых 7,5 % младше 18 и 7,5 % старше 65 лет.